# تنفس فیزیولوژیک
تنفس فیزیولوژیک (به انگلیسی: respiration) (با نفس کشیدن اشتباه گرفته نشود) در علم فیزیولوژی به عمل انتقال اکسیژن از هوای آزاد به سلولها به وسیله بافتها (به انگلیسی: tissue) و انتقال دی‌اکسید کربن در مسیر برعکس گفته می‌شود. و به صورت قراردادی بیولوژیستها این عمل را تنفس فیزیولوژیک (به انگلیسی: respiration) نامند.
تنفس فیزیولوژیک به این صورت است که اورگانیسم انرژی مورد نیاز را از طریق واکنش اکسیژن با گلوکز و تولید آب و دی‌اکسیدکربن و ای‌تی‌پی (به انگلیسی: Adenosine triphosphate(ATP)) (انرژی) بدست می‌آورد.
با وجود آنکه تنفس فیزیولوژیک برای بقا تنفس سلولی لازم است ولی در حیوانات روند متفاوتی وجود دارد. هنگامی که تنفس فیزیوبوژیک خواست متابولیت‌ها را میان ارگان و محیط بیرون انتقال دهد تنفس سلولی در یک سلول حیوان انجام می‌گیرد.